# اطراد (البديع)
الإطراد عند البديعيين أن تأتي بأسماء الممدوح أو غيره، وأسماء آبائه على ترتيب الولادة، من غير تكلف في السبك كقوله عليه السلام: «الكريم بن الكريم بن الكريم بن الكريم يوسف بن يعقوب بن إسحاق بن إبراهيم»،، وكقول الشاعر:
ويقال: ثل الله عروشهم أي هدم ملكهم.

## أمثلة
«قال ابن أبي الإصبع: ومنه في القرآن قوله تعالى حكاية عن يوسف وَاتَّبَعْتُ مِلَّةَ آبائِي إِبْراهِيمَ وَإِسْحاقَ وَيَعْقُوبَ، قال إنما لم يأت به على الترتيب المألوف فإن العادة الابتداء بالأب ثم بالجدّ ثم بالجدّ الأعلى لأنه لم يرد هاهنا مجرد ذكر الآباء وإنما ذكرهم ليذكر ملتهم التي اتبعها، فبدأ بصاحب الملة ثم بمن أخذها منه أوّلا فأوّلا على الترتيب؛ ومثل قول أولاد يعقوب: ﴿قَالُوا ‌نَعْبُدُ إِلَهَكَ وَإِلَهَ آبَائِكَ إِبْرَاهِيمَ وَإِسْمَاعِيلَ وَإِسْحَاقَ﴾ [البقرة:133]»اهـ.

## في المدح
أبواب الشعر العربي كثيرة منها المدح يعتبر غرض المدح من أهم الأغراض التي قال فيها شعراء الجاهلية شعرهم؛ ذلك أن الإعجاب بالممدوح والرغبة في العطاء تدفعان الشاعر إلى إتقان هذا الفن من القول، فيسعى الشاعر إلى قول الشعر الجيد الذي يتضمن الشكر والثناء، وقد يكون المديح وسيلة للكسب. والصفات التي يمدح بها الممدوح هي:
- الكرم والشجاعة.
- مساعدة المحتاج والعفو عند المقدرة.
- حماية الجار. ومعظم شعراء الجاهلية قالوا شعرا في هذا الغرض.

نهج شعر المدح في بداية هذه المرحلة الأخيرة منهجهه القديم، فجري مع إعجاب الشاعر بشخصية الممدوح والتأثر بفضائله ومآثره، أوالشكر ليد عليه لم يستطع أداء حقها إلا بالشعر تعظيما أوتخليدا لها، فلم يكن للشاعر مطمع وراء مدحه هذا. لعل خير مثال لذلك مدح «امرئ القيس» بني تميم لما أجاروه، فقابلهم الشاعر بالمدح وشكرهم تكريما. فقال:
ومن قصائد المتنبي في مدح سيف الدولة: